# Eduardo Rubio
Eduardo Javier Rubio Köstner (Chuquicamata, 7 novembre 1983) è un ex calciatore cileno, di ruolo attaccante.

## Biografia
Anche suo nonno Ildefonso, suo padre Hugo e i suoi fratelli Diego e Matías sono o sono stati calciatori.